# Regió del Sud-oest (Camerun)
Regió Sud-oest és una de les deu regions de la República de Camerun. La seva capital és la ciutat de Buea.

## Departaments
Aquesta regió posseeix una subdivisió interna composta pels següents departaments:
- Fako
- Kupe-Manenguba
- Lebialem
- Manyu
- Meme
- Ndian

## Territori i població
La regió Sud-oest té una superfície de 24.571 km². Dins de la mateixa resideix una població composta per 1.356.007 persones (xifres del cens de l'any 2005). La densitat poblacional dins d'aquesta província és de 55,19 habitants per km².